# José Manuel Stilianopoulos
José Manuel Stilianopoulos y Estela (também conhecido como Mike Stilianopoulos) (Manila, 22 de setembro de 1930 – Madrid, 4 de novembro de 2016) foi um diplomata filipino. Foi o sétimo embaixador das Filipinas no Reino Unido, cargo que exerceu de 1977 a 1982.
Stilianopoulos nasceu em Manila, em 1930, filho de Doña Ana Estela e de Don Carlos Stilianopoulos, um empresário grego. Era neto de um empresário espanhol, Don Miguel Estela, e primo de Sebastian Caruso Moll, congressista de Camarines Sur, e do ator Jesus "Og" Estela Ramos. Stilianopoulos era tio da modelo da Mystique Hilda Estela Garchitorena.